# Formule Renault 2.0

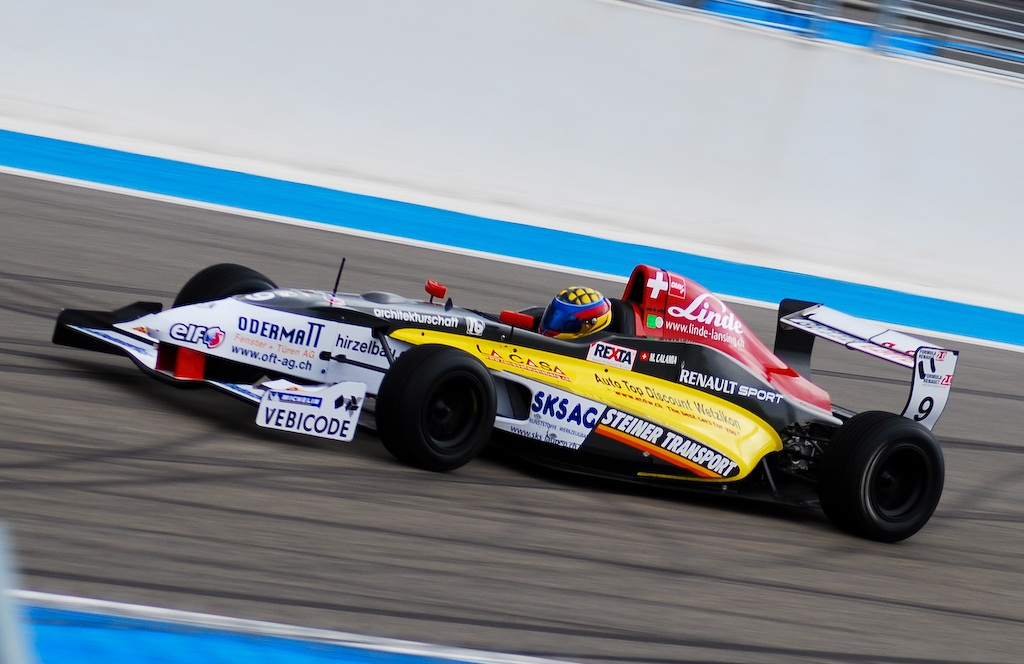
Mauro Calamia in een Formule Renault 2.0 (Circuit Paul Ricard, 2011)

De Formule Renault 2.0 is een internationale raceklasse in het formuleracing. De klasse is vergelijkbaar met de Formule BMW ADAC; ook hier komen veel talenten vandaan zoals Kimi Räikkönen, Felipe Massa en Scott Speed. De raceklasse werd opgericht in 2000 en kent competities over de gehele wereld.
Het is een lagere klasse dan de World Series by Renault. Het is onderdeel van Renault Sport. Er zijn verschillende kampioenschappen in Europa en de Verenigde Staten. Korte tijd was er ook een Nederlands kampioenschap Formule 2.0, deze is opgegaan in het NEC-kampioenschap. Het Franse kampioenschap hield in 2007 haar laatste seizoen en gaat voortaan verder als het Western European Championship.

## Kampioenen

### Eurocup Formule Renault 2.0
| Jaar | Coureur            | Team                  |
| ---- | ------------------ | --------------------- |
| 2016 | Lando Norris       | Josef Kaufmann Racing |
| 2015 | Jack Aitken        | Koiranen GP           |
| 2014 | Nyck de Vries      | Koiranen GP           |
| 2013 | Pierre Gasly       | Tech 1 Racing         |
| 2012 | Stoffel Vandoorne  | Josef Kaufmann Racing |
| 2011 | Robin Frijns       | Koiranen Motorsport   |
| 2010 | Kevin Korjus       | Tech 1 Racing         |
| 2009 | Albert Costa       | Epsilon Euskadi       |
| 2008 | Valtteri Bottas    | SG Formula            |
| 2007 | Brendon Hartley    | Epsilon Red Bull Team |
| 2006 | Filipe Albuquerque | Motopark Academy      |
| 2005 | Kamui Kobayashi    | Prema Powerteam       |

### Formule Renault 2.0 NEC
| Jaar | Coureur                | Team                  |
| ---- | ---------------------- | --------------------- |
| 2016 | Lando Norris           | Josef Kaufmann Racing |
| 2015 | Louis Delétraz         | Van Amersfoort Racing |
| 2014 | Ben Barnicoat          | Josef Kaufmann Racing |
| 2013 | Matt Parry             | Fortec Motorsports    |
| 2012 | Jake Dennis            | Fortec Motorsports    |
| 2011 | Carlos Sainz jr.       | Koiranen bros.        |
| 2010 | Ludwig Ghidi           | Van Amersfoort Racing |
| 2009 | António Félix da Costa | Motopark Academy      |
| 2008 | Valtteri Bottas        | Motopark Academy      |
| 2007 | Frank Kechele          | Motopark Academy      |
| 2006 | Filipe Albuquerque     | JD Motorsport         |

## Kampioenen van opgeheven kampioenschappen

### Formule Renault 2.0 Alps
| Jaar | Coureur         | Team            |
| ---- | --------------- | --------------- |
| 2015 | Jack Aitken     | Koiranen GP     |
| 2014 | Nyck de Vries   | Koiranen GP     |
| 2013 | Antonio Fuoco   | Prema Powerteam |
| 2012 | Daniil Kvjat    | Tech 1 Racing   |
| 2011 | Javier Tarancón | Tech 1 Racing   |

### Formule Renault 2.0 Zwitserland
| Jaar | Coureur             | Team              |
| ---- | ------------------- | ----------------- |
| 2010 | Zoël Amberg         | Jenzer Motorsport |
| 2009 | Nico Müller         | Jenzer Motorsport |
| 2008 | Christopher Zanella | Jenzer Motorsport |
| 2007 | Adam Kout           | Jenzer Motorsport |
| 2006 | Jonathan Hirschi    | Chevrons          |
| 2005 | Ralph Meichtry      | Prema Powerteam   |
| 2004 | Nicolas Maulini     | Iris Racing       |
| 2003 | Manuel Benz         | ?                 |
| 2002 | Thomas Conrad       | ?                 |

### Formule Renault 2.0 Italië
| Jaar | Coureur           | Team                   |
| ---- | ----------------- | ---------------------- |
| 2012 | Kevin Gilardoni   | GSK Grand Prix         |
| 2011 | Andrea Boffo      | Team Torino Motorsport |
| 2010 | Francesco Frisone | Viola Formula Racing   |
| 2009 | Daniel Mancinelli | CO2 Motorsport         |
| 2008 | Pål Varhaug       | Jenzer Motorsport      |
| 2007 | Mika Mäki         | Epsilon Red Bull Team  |
| 2006 | Dani Clos         | Jenzer Motorsport      |
| 2005 | Kamui Kobayashi   | Prema Powerteam        |
| 2004 | Pastor Maldonado  | Cram Competition       |
| 2003 | Franck Perera     | Prema Powerteam        |
| 2002 | José María López  | Cram Competition       |
| 2001 | Ryan Briscoe      | Prema Powerteam        |
| 2000 | Felipe Massa      | Cram Competition       |

### Formule Renault 2.0 Italië Winter Cup
| Jaar | Coureur           | Team                      |
| ---- | ----------------- | ------------------------- |
| 2008 | Daniel Mancinelli | It Loox Racing Car        |
| 2007 | César Ramos       | BVM Minardi Team          |
| 2006 | Jaime Alguersuari | Cram Competition          |
| 2005 | Atte Mustonen     | Korainen bros. Motorsport |
| 2004 | Mikhail Aleshin   | ?                         |
| 2003 | Pastor Maldonado  | ?                         |
| 2002 | Toni Vilander     | ?                         |
| 2001 | Roberto Streit    | ?                         |

### Formule Renault 2.0 WEC
| Jaar | Coureur          | Team            |
| ---- | ---------------- | --------------- |
| 2009 | Albert Costa     | Epsilon Euskadi |
| 2008 | Daniel Ricciardo | SG Formula      |

### Formule Renault 2.0 Panam GP Series
| Jaar | Coureur              | Team          |
| ---- | -------------------- | ------------- |
| 2007 | Victor Hugo Oliveras | Fedex-Citizen |
| 2006 | Homero Richards      | Estral        |

### Formule Renault 2.0 Nederland
| Jaar | Coureur              | Team                  |
| ---- | -------------------- | --------------------- |
| 2005 | Renger van der Zande | Van Amersfoort Racing |
| 2004 | Junior Strous        | ?                     |
| 2003 | Paul Meijer          | AR Motorsport         |

### Formule Renault 2.0 Frankrijk
| Jaar | Coureur         | Team         |
| ---- | --------------- | ------------ |
| 2007 | Jules Bianchi   | SG Formula   |
| 2006 | Laurent Groppi  | Graff Racing |
| 2005 | Romain Grosjean | SG Formula   |
| 2004 | Patrick Pilet   | Graff Racing |

### Formule Renault 2.0 Brazilië
| Jaar | Coureur        | Team           |
| ---- | -------------- | -------------- |
| 2004 | Daniel Serra   | Bassani Racing |
| 2003 | Allam Khodair  | ?              |
| 2002 | Sérgio Jimenez | Bassani Racing |

### Formule Renault 2.0 Nordic
| Jaar | Coureur              | Team               |
| ---- | -------------------- | ------------------ |
| 2006 | Steffen Møller       | Team Aarhus Racing |
| 2005 | Jesper Wulff Laursen | Racing Denmark     |

### Formule Renault 2.0 Duitsland
| Jaar | Coureur         | Team              |
| ---- | --------------- | ----------------- |
| 2005 | Pekka Saarinen  | SL Formula Racing |
| 2004 | Scott Speed     | Motopark Academy  |
| 2003 | Ryan Sharp      | Jenzer Motorsport |
| 2002 | Christian Klien | JD Motorsport     |
| 2001 | Marcel Laseé    | JD Motorsport     |

### Formule Renault 2.0 Scandinavië
| Jaar | Coureur         | Team               |
| ---- | --------------- | ------------------ |
| 2004 | Kasper Andersen | Team Formula Sport |
| 2003 | Tom Pedersen    | ?                  |
| 2002 | Philip Andersen | ?                  |

## De auto
In deze formule wordt een motor van een Renault Clio gebruikt, type Sport 2.0 16V motor met 144 pk en een koppel van 222 Nm. De auto weegt 490 kg (zonder coureur). Als remmen gebruiken ze aluminium schijfremmen ø275 x 17.5 mm. De auto kost ongeveer €50.000 zonder btw. Het chassis is een monocoque van het Italiaanse Tatuus.